# Червоногреблянський заказник
Червогребля́нський зака́зник — ботанічний заказник місцевого значення, утворений відповідно до рішення Вінницького облвиконкому № 263 від 25 жовтня 1990 р.
Разом із ботанічним заказником загальнодержавного значення «Бритавський», ботанічним заказником місцевого значення «Вербська Дача» та ботанічними пам'ятками природи загальнодержавного значення «Терещуків яр» та «Ромашково» увійшов до складу Національного природного парку «Кармелюкове Поділля»..

## Місцезнаходження
Заказник розташований поблизу с. Попова Гребля Гайсинського району на Вінниччині у Червоногреблянському лісництві, квартали 22-36, 31-39, 46-52, 57-61, 65-69, 135. Площа природоохоронного об'єкту становить 1492 га.

## Опис
Питання про охорону цих лісів піднімалось у 80-х рр. ХХ ст. академіком Ю. Р. Шеляг-Сосонком. Тут збереглись реліктові дубові ліси кизилові, що займають горби та балки глибиною до 60 м з темно-сірими та чорноземними опідзоленими ґрунтами. Геоморфологічна будова та рельєф обумовлюють наступний розподіл рослинних угруповань: на верхніх плескатих ділянках відносно високих підвищень, а також на їх північних та західних схилах розміщуються дубові ліси кизилово-конвалієві, які за характером будови деревостану та трав'яного покриву є типовими для цього регіону. На сухих південних схилах крутизною 15-20 градусів розміщуються дубові ліси кизилово-егоніхонові, а нижче за них у вогкому середовищі — дубові ліси зірочникові, які також зустрічаються й на східних схилах горбів.
У флористичному складі переважають неморальні субсередземноморські види. Відмічені також такі рідкісні для регіону ділянки з дубовим лісом плющовим та дубиною барвінковою. До того ж у рослинному покриві виявлені грабово-дубові ліси парвськоосокові, в тальвегах балок — з домінуванням у травостої цибулі ведмежої, внесеної до Червоної книги України.
У 2010 р. увійшов до складу Національного природного парку «Кармелюкове Поділля».